# 孟君谋
孟君谋（1903年—1969年），男，江苏常州人，中国电影事业家，上海科学教育电影制片厂原副厂长，中国电影工作者联谊会主席团委员。